# كرندق
كرندق هي قرية في مقاطعة كوثر، إيران. يقدر عدد سكانها بـ 502 نسمة بحسب إحصاء 2016.